# Rode vlekkenuil
De rode vlekkenuil (Cerastis rubricosa) is een nachtvlinder uit de familie van de uilen, de Noctuidae.

## Beschrijving
De voorvleugellengte bedraagt tussen de 14 en 17 millimeter. De grondkleur van de voorvleugel is rood- of paarsbruin met grijze bestuiving. Langs de costa zijn drie donkere bruine vlekken te herkennen. De rest van de tekening is niet erg duidelijk. De vleugelpunt is ongeveer haaks. De achtervleugel is wit.

## Waardplanten
De rode vlekkenuil gebruikt allerlei kruidachtige planten, struiken en loofbomen als waardplanten. De rups is te vinden van april tot juli. De soort overwintert als pop.

## Voorkomen
De soort komt verspreid over het Palearctisch gebied voor.

### In Nederland en België
De rode vlekkenuil is in Nederland en België een niet zo algemene soort. De vlinder kent één generatie die vliegt van maart tot en met mei.